# 香港郵政大樓

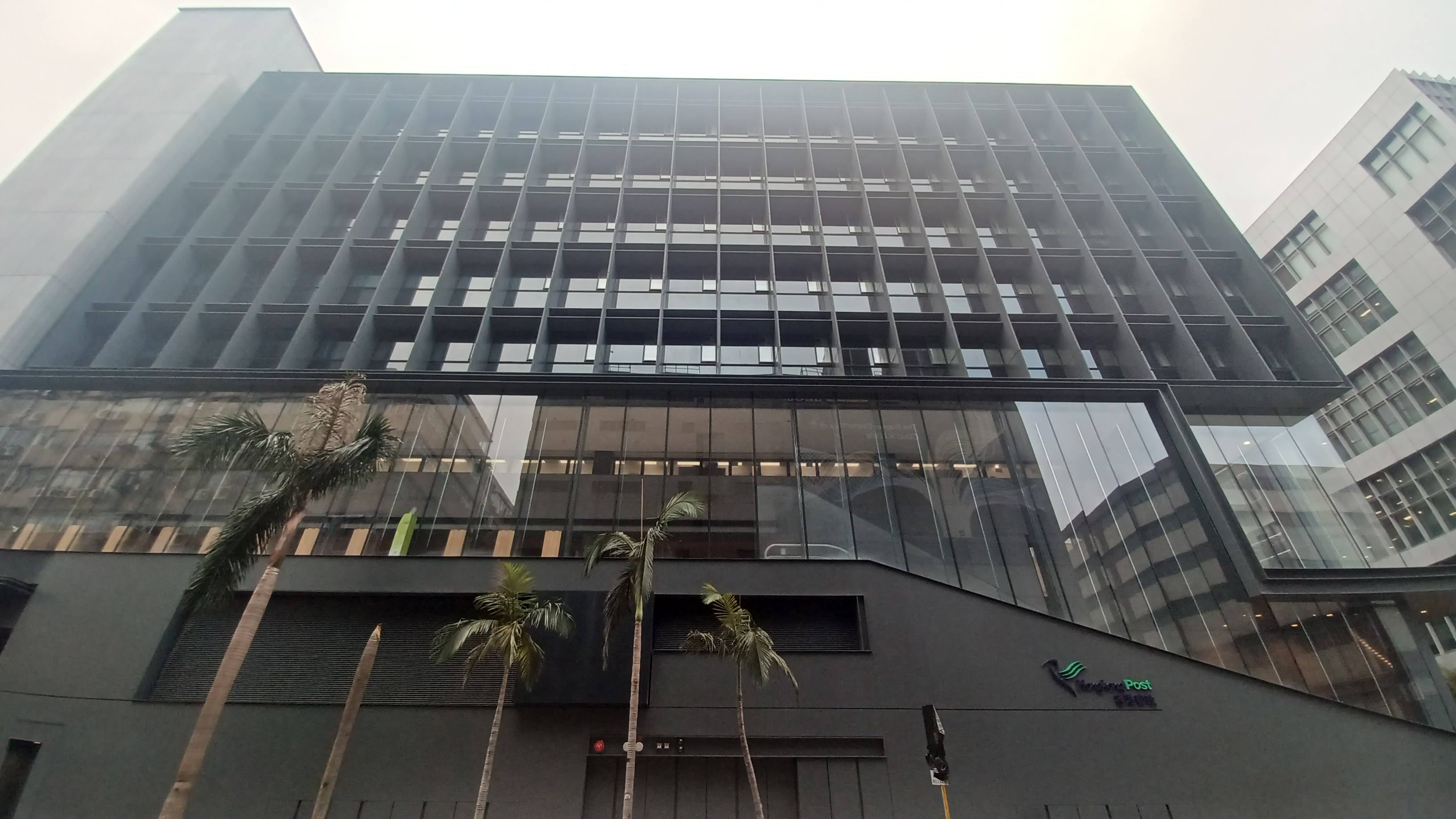
香港郵政大樓

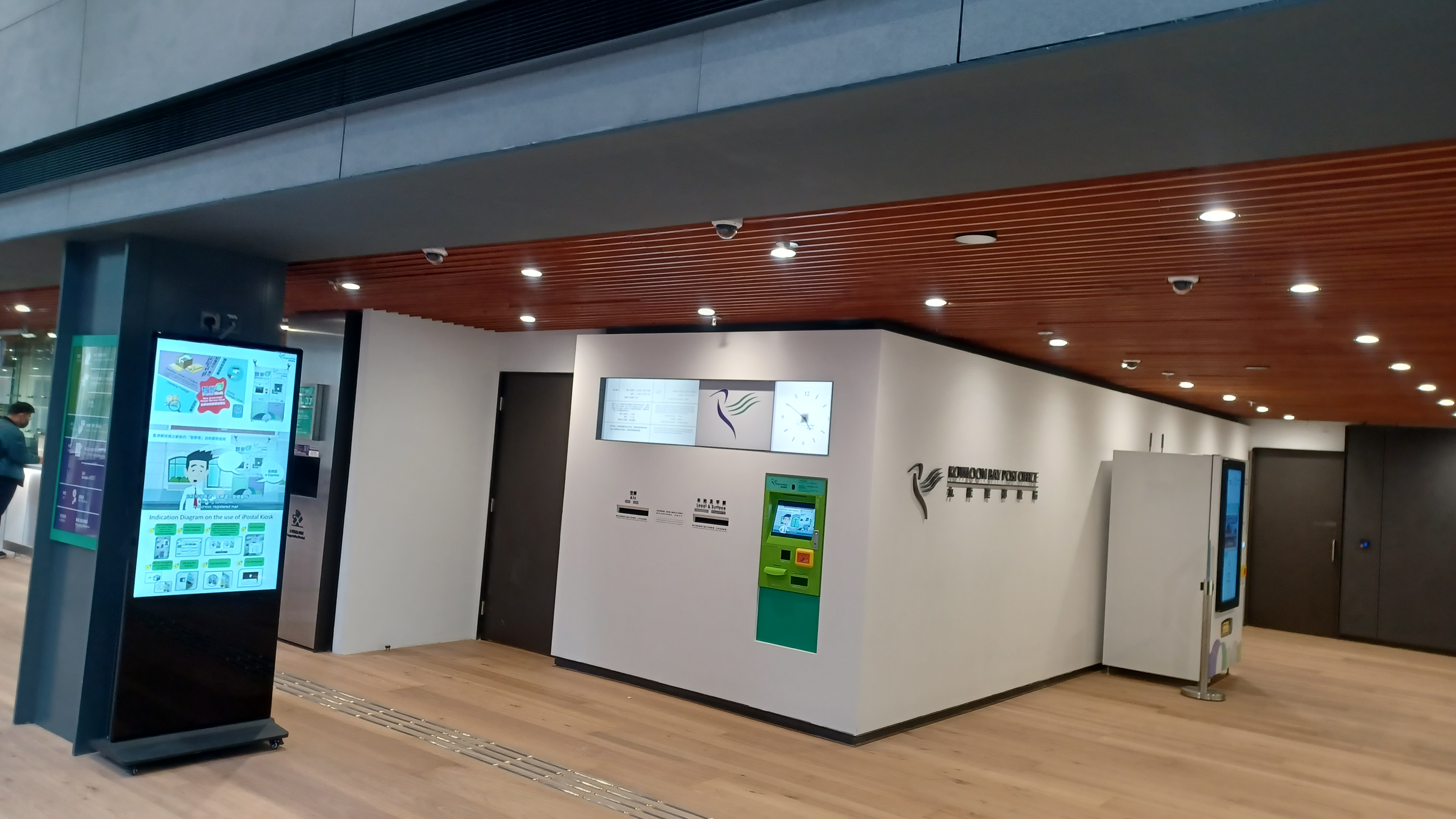
位於香港郵政大樓一樓的九龍灣郵政局

香港郵政大樓（英語：Hongkong Post Building）是一棟位於香港九龍九龍灣宏基街8號的政府辦公大樓，由香港郵政管理。其興建的目的是取代即將拆卸的香港郵政總局，並與相鄰的中央郵件中心彼此配合，並設有連接橋。

## 歷史
2016年11月，政府向觀塘區議會提交文件，簡介將郵政總部搬遷至九龍灣的計劃。政府於2018年2月向立法會工務小組提交文件，計劃斥資16億90萬港元重置香港郵政總部。該年6月，工務小組通過重置中環郵局，一度引起拆卸中環郵政總局的爭論，多位立法會議員要求保留郵政總局但不果。政府將議案提交至財委會後，議案於同年10月20日在一片爭議聲中以32票贊成15票反對下獲得通過。2023年12月11日，九龍灣郵政局遷移至香港郵政大樓1樓，其餘部門陸續於2023年遷入。

## 設施
郵政大樓樓高8層，地皮面積約3,950平方米，一共分為三個部分。大樓內設有郵展廊供市民參觀。